# P-09A
docomo SMART series P-09A（ドコモ スマート シリーズ ピー ゼロ きゅう エー）は、パナソニック モバイルコミュニケーションズによって開発された、NTTドコモの第三世代携帯電話（FOMA）端末である。docomo SMART seriesの端末。「スマートケータイ」というドコモによる名称がある。

## 概要
ドコモのパナソニックの薄型折りたたみシリーズで、P-04Aの後継である。
P705iμ以降、P-04Aまで、最薄部9.8mmを保ってきた同シリーズだが、今回は機能増などのためやや分厚くなっている。
具体的には、メインディスプレイをより高解像度にし、やや厚めのサブディスプレイを設けている。また、GPS用とBluetooth用アンテナ設置により電波が干渉しないように、端末の素材を従来の金属から樹脂に変更した。
さらに、電池はP-07Aなどのフルスペック機と同じ800mAhのものとなり、大容量になった。
そのため、厚さは12.5mmとそれほど薄くはなっていない。
メインディスプレイは、大きさや発色数は変わらないものの、従来のフルワイドQVGAからフルワイドVGAとなり、見やすくなった。
また、P705iμ以来となる有機ELのサブディスプレイが付いた。
また、GPSとBluetoothが追加されている。サービス面でも、P-04Aでは使えなかった、iアプリオンラインとiウィジェットをはじめ、Bluetoothを使ったiアプリタッチにも対応している。
国際ローミングサービスのWORLD WING機能で3Gに加えてGSMローミングにも対応した。
業界初のナチュラルトーク機能が搭載されている。これは、電気信号を変換させ従来伝えられなかった音域を補正復元させ、自然な通話音質を実現するものとなる。
らくらくホンなどに搭載されている「しっかりトーク」と「ゆったりトーク」が搭載されさらに聞こえやすくなっている。
ビジネスマンをターゲットとしていることもありiウィジェットの中に、日経新聞の最新ニュースや日経平均株価をチェックできる「NIKKEI NET」が搭載されている。
いままでのシートキーとはことなりボタンとベース部は異なる表面処理を施して押しやすくなった。
Pシリーズの特徴であるワンプッシュオープンボタンを押すことにより着信をとることができる設定が追加されている。
ワンセグでは、同日発表の他のパナソニック端末と同様、60fpsの「モバイルWスピード」に対応している。
ドキュメントビューアーが搭載されており、PDFファイルの他にWord、Excel、PowerPointのファイルを閲覧できる。
| 主な対応サービス                   | 主な対応サービス                                                    | 主な対応サービス                       | 主な対応サービス                                     |
| ---------------------------------- | ------------------------------------------------------------------- | -------------------------------------- | ---------------------------------------------------- |
| タッチパネル                       | FOMAハイスピード7.2Mbps                                             | Bluetooth                              | DCMX／おサイフケータイ                               |
| iアプリオンライン／地図アプリ      | 直感ゲーム／メガiアプリ                                             | iウィジェット                          | マチキャラ／iコンシェル                              |
| ホームU／ポケットU                 | GPS／ケータイお探し                                                 | デコメール／デコメ絵文字／デコメアニメ | iチャネル                                            |
| 着もじ/プッシュトーク              | テレビ電話/キャラ電                                                 | 電話帳お預かりサービス                 | フルブラウザ                                         |
| おまかせロック／バイオ認証         | 外部メモリーへiモードコンテンツ移行／ユーザーデータ一括バックアップ | トルカ                                 | iC通信／iCお引越しサービス                           |
| きせかえツール／ダイレクトメニュー | バーコードリーダ／名刺リーダ                                        | 2in1                                   | エリアメール／ソフトウェアーアップデート自動更新     |
| GSM／3Gローミング（WORLD WING）    | 着うたフル／うた・ホーダイ                                          | Music&Videoチャネル／ビデオクリップ    | デジタルオーディオプレーヤー(WMA)(AAC)(SDオーディオ) |

1. ↑  「P-09A」開発者インタビュー - ケータイWatch
2. ↑  「しゃべる」のみ対応

## ワンセグ機能
- EPG（録画予約も可）
- 字幕放送
- 「モバイルWスピード」による60fps表示

## プリインストールiアプリ
以下のiアプリが購入時に端末にプリインストールされている。
| NIKKEI NET                  | 日経の最新ニュースや日経平均株価情報を素早くチェックできるウィジェットアプリ                    |
| ニコリの数独                | 数独                                                                                            |
| ファミリー伝言板            | 家族でスケジュールなどを共有するアプリ                                                          |
| いっしょにデコ              | 2人で通信しながら、写真などの画像をデコレーションできるiアプリタッチ対応アプリです。            |
| P-SQUARE INFO               | P-SQUAREの新着情報を表示するウィジェット                                                        |
| iアバターメーカー           | iアバターを作成するアプリ                                                                       |
| 付箋                        | 画面上に付箋を簡単に貼り付けるアプリ                                                            |
| フォト文字 Touch            | カメラで撮影した画像やデータBOXの画像の加工ツール                                               |
| モバイルGoogleマップ        | Googleマップのアプリ。GPSを使った道案内、経路検索、衛星写真、ストリートビューなどを利用できる   |
| 地図アプリ                  | GPS機能を利用して、目的地を検索したり、乗り換え案内を駆使した、交通手段によるルートを表示が可能 |
| 日英/日中版しゃべって翻訳   | マイクに向かって主に旅行で使われる日本語、英語を話すだけで翻訳した文章を画面に表示する          |
| Gガイド番組表リモコン       | テレビ番組表とAVリモコン機能が1つになったアプリ                                                 |
| iD設定アプリ                | おさいふケータイクレジット決済サービスiDの設定アプリ                                            |
| DCMXクレジットアプリ        | NTTドコモが提供するおさいふケータイクレジットDCMXの設定アプリ                                   |
| FOMA通信環境確認アプリ      | FOMAハイスピードエリアを利用できるかを確認することができるiアプリ                               |
| モバイルSuica登録用iアプリ  | モバイルSuica契約用のiアプリ                                                                    |
| iアプリバンキング           | モバイルバンキングを簡単に利用するためのアプリ                                                  |
| マクドナルド トクするアプリ | 日本マクドナルドのかざすクーポンなどを利用するためのアプリ                                      |
| 楽オクアプリ                | 楽天オークション用のアプリ                                                                      |
| Start! iウィジェット        | iウィジェットの使い方をムービーで見ることができるiアプリ                                        |
| ROID ウィジェット           | モバイルサイト「ROID」の更新情報などを通知してくれるウィジェット                                |
| お天気予報ウィジェット      | 天気情報をiウィジェット画面に表示するアプリ                                                     |
| 駅探乗換案内                | 乗り換え案内用アプリ                                                                            |
| iWウォッチ                  | iウィジェット画面でグラフィカルに時計や電池残量を確認することができるアプリ                     |
| 株価アプリ                  | 指定銘柄の株価情報を表示するアプリ                                                              |
| Google モバイル             | Google検索機能が利用できるアプリ                                                                |

## 歴史
- 2009年X月X日 - 技術基準適合証明（TELEC）通過
- 2009年X月X日 - 技術基準適合証明（Bluetooth）確認
- 2009年X月X日 - 連邦通信委員会（FCC）通過
- 2009年3月16日 - 電気通信端末機器審査協会（JATE）通過
- 2009年5月19日 - F-08A・F-09A・N-06A・N-07A・N-08A・N-09A・P-07A・P-08A・P-09A・P-10A・SH-05A・SH-06A・SH-07A・L-04A・L-06A・HT-03A・T-01Aの開発を発表。
- 2009年6月19日発売開始

## 不具合
2009年11月17日に以下の変更と不具合の修正がソフトウェアの更新でなされた。
- iモードブラウザの一部機能（JavaScript機能）を再有効化
- デコメ絵文字を含む、送信メールのプレビュー画面や送信済みメールを確認すると、メールの一部が表示されない場合がある
- メール本文の文字の一部が太く表示される場合がある

2010年6月1日に以下の不具合修正がソフトウェア更新でなされた。
- GSMエリア圏内であっても圏外状態になることがある。

2011年5月12日に以下の不具合の修正がソフトウェアの更新でなされた。
- フォントサイズを変更すると、絵文字の色指定が有効にならない場合がある。